# Communication for Change
Communication for Change é um programa de intercâmbio promovido pela Ajuda da Igreja Norueguesa, ONG Norueguesa, em colaboracão com a entidade Norges KFUK-KFUM. Através do programa, jovens da Noruega, Filipinas, Quénia, Nicaragua, Tanzânia, Etiópia e Arménia viajam aos outros países envolvidos no programa, e apremdem sobre assuntos como a questão climática, desigualdades globais e como combatê-las.
Communication for Change (em Inglês)[ligação inativa]